# Калиновка (Витовский район)
Кали́новка (укр. Калинівка) — село в Витовском районе Николаевской области Украины.
Основано в 1790 году. Почтовый индекс — 57213. Телефонный код — 512. Занимает площадь 4 км².
До 1992 года в деревне находился филиал НИИДАР.

## Население
Население по переписи 2001 года составляло 3471 человек.

### Известные люди
- Пономаренко, Иван Викторович (1945-2019) — советский и украинский оперный певец (баритон), Народный артист Украины.[1]